# Plavac mali

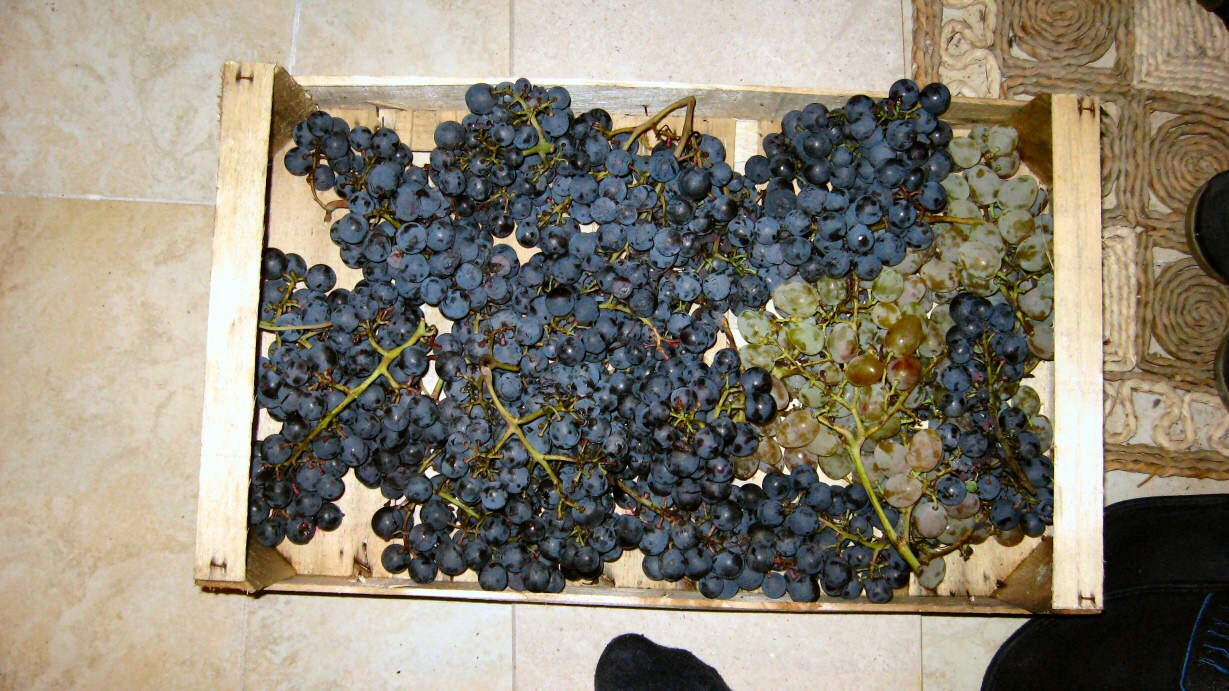
En trälåda med Plavac mali.

Plavac mali (Den lilla blå) är en rödvinsdruva med ursprung från landskapet Dalmatien i Kroatien. Den är en korsning av druvsorterna Crljenak kaštelanski (Zinfandel-druvans anfader) och Dobričić och odlas längs den dalmatiska kusten och övärlden.
Plavac mali räknas till en av de främsta autoktona rödvinsdruvorna i Kroatien. Den används i framställningen av smakrika viner med hög alkoholhalt (vanligtvis 12–17 %) och mycket tanniner. Viner framställda av Plavac mali är vanligtvis mörkröda/rubinfärgade med en blåaktig reflektion, välutvecklad doft, kraftfull och skarp smak med en specifik bouquet. De mest högkvalitativa vinerna av denna druva framställs i vindistrikten Dingač och Postup på Pelješac-halvön samt Brač, Vis och södra delen av Hvar.